# Machinda
Machinda är en ort i Ekvatorialguinea.   Den ligger i provinsen Litoral, i den västra delen av landet, 240 km sydost om huvudstaden Malabo. Machinda ligger 174 meter över havet och antalet invånare är 2 897.
Terrängen runt Machinda är huvudsakligen platt, men åt sydväst är den kuperad. Runt Machinda är det ganska glesbefolkat, med 21 invånare per kvadratkilometer. Det finns inga andra samhällen i närheten. I omgivningarna runt Machinda växer i huvudsak städsegrön lövskog.